# Валкюра
„Валкюра“ (на немски: Die Walküre), понякога наричана и „Валкирия“, е опера на германския композитор Рихард Вагнер, поставена за пръв път на 26 юни 1870 година в Мюнхен.
Тя е втората от четирите части на цикъла „Пръстенът на нибелунга“ и е композирана още през 1856 година. В центъра на сюжета, базиран на скандинавската митология, най-вече „Сага за Волсунгите“ и Старата Еда, е разгневилата боговете любовна връзка между близнаците Зиглинде и Зигмунд и помощта, която им оказва валкирията Брунхилда.